# Myriangiella costaricensis
Myriangiella costaricensis är en svampart som beskrevs av F. Stevens 1927. Myriangiella costaricensis ingår i släktet Myriangiella och familjen Schizothyriaceae.   Inga underarter finns listade i Catalogue of Life.